# Тересево
Тересево (пол. Teresewo) — село в Польщі, у гміні Вежбінек Конінського повіту Великопольського воєводства.
Населення — 208 осіб (2011).
У 1975-1998 роках село належало до Конінського воєводства.

## Демографія
Демографічна структура станом на 31 березня 2011 року:
|          | Загалом | Допрацездатний вік | Працездатний вік | Постпрацездатний вік |
| -------- | ------- | ------------------ | ---------------- | -------------------- |
| Чоловіки | 98      | 23                 | 67               | 8                    |
| Жінки    | 110     | 30                 | 65               | 15                   |
| Разом    | 208     | 53                 | 132              | 23                   |